# Rajon Mykolajiwka
Der Rajon Mykolajiwka (ukrainisch Миколаївський район/Mykolajiwskyj rajon; russisch Николаевский район/Nikolajewski rajon) war eine administrative Einheit in der Oblast Odessa im Süden der Ukraine. Das Zentrum des Rajons war die Siedlung städtischen Typs Mykolajiwka, die Einwohner verteilten sich auf eine Siedlung städtischen Typs sowie 45 Dörfer.

## Geographie
Der Rajon lag im mittleren Norden der Oblast Odessa, er grenzte im Norden an den Rajon Wradijiwka (in der Oblast Mykolajiw), im Osten an den Rajon Domaniwka (Oblast Mykolajiw), im Süden an den Rajon Beresiwka, im Westen an den Rajon Schyrjajewe sowie im Nordwesten an den Rajon Ljubaschiwka.
Durch das ehemalige Rajonsgebiet fließen die Flüsse Tschytschyklija und Tylihul. Das Gebiet ist eher flach mit Höhenlagen zwischen 50 und 160 Metern (höchste Erhebung 163 Meter) und wird durch eine Steppenlandschaft geprägt.

## Geschichte
Der Rajon entstand 1945, seit 1991 ist er Teil der heutigen Ukraine.
Am 17. Juli 2020 kam es im Zuge einer großen Rajonsreform zum Anschluss des Rajonsgebietes an den Rajon Beresiwka.

## Administrative Gliederung

### Siedlung städtischen Typs
| Siedlungen städtischen Typs | Siedlungen städtischen Typs | Siedlungen städtischen Typs |
| Name                        | Name                        | Name                        |
| ukrainisch transkribiert    | ukrainisch                  | russisch                    |
| --------------------------- | --------------------------- | --------------------------- |
| Mykolajiwka                 | Миколаївка                  | Николаевка (Nikolajewka)    |

### Dörfer
| Dörfer                         | Dörfer                 | Dörfer                                         | Dörfer             |
| Name                           | Name                   | Name                                           | Gemeindezuordnung  |
| ukrainisch transkribiert       | ukrainisch             | russisch                                       | Gemeindezuordnung  |
| ------------------------------ | ---------------------- | ---------------------------------------------- | ------------------ |
| Ambariw                        | Амбарів                | Амбаров (Ambarow)                              | Antonjuky          |
| Andrijewo-Iwaniwka             | Андрієво-Іванівка      | Андреево-Ивановка (Andrejewo-Iwanowka)         | Andrijewo-Iwaniwka |
| Antonjuky                      | Антонюки               | Антонюки (Antonjuki)                           | Antonjuky          |
| Birjukowe                      | Бірюкове               | Бирюково (Birjukowo)                           | Schabelnyky        |
| Bohdaniwka                     | Богданівка             | Богдановка (Bogdanowka)                        | Skossariwka        |
| Dobrydniwka                    | Добриднівка            | Добрыдневка (Dobrydnewka)                      | Andrijewo-Iwaniwka |
| Druscheljubiwka                | Дружелюбівка           | Дружелюбовка (Druscheljubowka)                 | Mykolajiwka        |
| Hwosdiwka                      | Гвоздівка              | Гвоздовка (Gwosdowka)                          | Nowopetriwka       |
| Issajewe                       | Ісаєве                 | Исаево (Issajewo)                              | Issajewe           |
| Kachowka                       | Каховка                | Каховка                                        | Lewadiwka          |
| Kare                           | Каре                   | Карое (Karoje)                                 | Oleksijiwka        |
| Komaraschewe                   | Комарашеве             | Комарашево (Komaraschewo)                      | Uljanowka          |
| Lewadiwka                      | Левадівка              | Левадовка (Lewadowka)                          | Lewadiwka          |
| Mala Dworjanka                 | Мала Дворянка          | Малая Дворянка (Malaja Dworjanka)              | Oleksijiwka        |
| Marjaniwka                     | Мар'янівка             | Марьяновка (Marjanowka)                        | Uljanowka          |
| Martyniwka                     | Мартинівка             | Мартыновка (Martynowka)                        | Strjukowe          |
| Morosowa                       | Морозова               | Морозова                                       | Oleksijiwka        |
| Nastassijiwka                  | Настасіївка            | Настасиевка (Nastassijewka)                    | Nastassijiwka      |
| Nowa Hryhoriwka                | Нова Григорівка        | Новая Григоровка (Nowaja Grigorowka)           | Schabelnyky        |
| Nowohryhoriwka                 | Новогригорівка         | Новогригоровка (Nowogrigorowka)                | Nastassijiwka      |
| Nowopetriwka                   | Новопетрівка           | Новопетровка (Nowopetrowka)                    | Nowopetriwka       |
| Nowopokrowka                   | Новопокровка           | Новопокровка                                   | Uljanowka          |
| Nowotrojizke                   | Новотроїцьке           | Новотроицкое (Nowotroizkoje)                   | Issajewe           |
| Oleksijiwka                    | Олексіївка             | Алексеевка (Alexejewka)                        | Oleksijiwka        |
| Peremoha                       | Перемога               | Перемога (Peremoga)                            | Mykolajiwka        |
| Peresselenzi                   | Переселенці            | Переселенцы (Peresselenzy)                     | Nowopetriwka       |
| Petriwka                       | Петрівка               | Петровка (Petrowka)                            | Petriwka           |
| Pischtschana Petriwka          | Піщана Петрівка        | Песчаная Петровка (Pestschanaja Petrowka)      | Nastassijiwka      |
| Romaniwka                      | Романівка              | Романовка (Romanowka)                          | Antonjuky          |
| Schabelnyky                    | Шабельники             | Шабельники (Schabelniki)                       | Schabelnyky        |
| Schewtschenka                  | Шевченка               | Шевченко (Schewtschenko)                       | Petriwka           |
| Schukowe                       | Жукове                 | Жуково (Schukowo)                              | Schabelnyky        |
| Schuriwka                      | Журівка                | Журовка (Schurowka)                            | Strjukowe          |
| Schyroke                       | Широке                 | Широкое (Schirokoje)                           | Nowopetriwka       |
| Skossariwka                    | Скосарівка             | Скосаревка (Skossarewka)                       | Skossariwka        |
| Sofijiwka                      | Софіївка               | Софиевка (Sofijewka)                           | Mykolajiwka        |
| Stawkowe (bis 2016 Worowskoho) | Ставкове (Воровського) | Ставковое (Stawkowoje)/Воровского (Worowskogo) | Mykolajiwka        |
| Strjukowe                      | Стрюкове               | Стрюково (Strjukowo)                           | Strjukowe          |
| Suchyj Owrah                   | Сухий Овраг            | Сухой Овраг (Suchoi Owrag)                     | Oleksijiwka        |
| Syrotynka                      | Сиротинка              | Сиротинка (Sirotinka)                          | Petriwka           |
| Tschariwne                     | Чарівне                | Чаривное (Tschariwnoje)                        | Oleksijiwka        |
| Uljanowka                      | Ульяновка              | Ульяновка                                      | Uljanowka          |
| Uspenka                        | Успенка                | Успенка                                        | Strjukowe          |
| Wassyliwka                     | Василівка              | Василевка (Wassilewka)                         | Oleksijiwka        |
| Wessele                        | Веселе                 | Весёлое (Wessjoloje)                           | Skossariwka        |